# Zbigniew Zakrzewski (piłkarz)
Zbigniew Zakrzewski (ur. 26 stycznia 1981 w Poznaniu) – polski piłkarz występujący na pozycji napastnika. Obecnie zawodnik KKS Wiara Lecha Poznań, wypożyczony z Tarnovii Tarnowo Podgórne.

## Rodzina
Jest synem Wiesława, piłkarza między innymi poznańskiego Lecha i Olimpii oraz Bałtyku Gdynia.

## Kariera piłkarska

### Lech Poznań
Swoją karierę rozpoczął w Lechu Poznań, kiedy drużyna ta grała w II lidze w sezonach 2000/2001 i 2001/2002.

### Obra Kościan
W sezonie 2001/02 przeszedł do Obry Kościan, gdzie grał do rundy wiosennej.

### Warta Poznań
Kolejne mecze rozgrywał w Warcie Poznań.

### Aluminium Konin
W sezonie 2002/2003 reprezentował barwy zespołu Aluminium Konin.

### Lech Poznań
W 2003 powrócił do Lecha, z którym zdobył Puchar i Superpuchar Polski w 2004. Do tej pory wystąpił w poznańskim zespole 96 razy i strzelił 27 bramek podczas swoich gier w ekstraklasie.

### FC Sion
W czerwcu 2007 podpisał 4-letni kontrakt ze szwajcarskim zespołem FC Sion.

### FC Thun 1898
Na początku 2008 roku został piłkarzem FC Thun 1898.

### Arka Gdynia
Latem 2008 został wypożyczony z FC Sion do Arki Gdynia.

### FC Sion
Pod koniec czerwca 2009 powrócił do szwajcarskiego Sion, z którym w październiku rozwiązał kontrakt.

### GKS Bełchatów
W zimowej przerwie przeszedł do GKS Bełchatów, gdzie grał do końca sezonu 2009/2010.

### Warta Poznań
23 lipca 2010 podpisał roczny kontrakt z Wartą Poznań. Z 10 strzelonymi bramkami w ciągu 30 spotkań zakończył sezon 2010/2011.

### Miedź Legnica
Niecały rok później postanowił podpisać kontrakt z drugoligową Miedzą Legnica. W pierwszym sezonie swego pobytu w zespole z Legnicy strzelił dwukrotnie hat-tricka. Wraz z Jakubem Grzegorzewskim był najlepszym strzelcem klubu w sezonie 2011/2012. W sezonie 2013/2014 zdobył 10 bramek zostając tym samym najlepszym strzelcem klubu. Na początku lipca 2014 przestał być piłkarzem Miedzi.

### Puszcza Niepołomice
Następnie został piłkarzem Puszczy Niepołomice. W styczniu 2015 odszedł z klubu, po rozegraniu 10 spotkań i strzeleniu 2 goli.

### Tarnovia Tarnowo Podgórne
W rundzie wiosennej sezonu 2014/2015, zaczął grać w zespole z Wielkopolski, Tarnovii Tarnowo Podgórne. W III lidze wystąpił 12 razy, strzelając 5 bramek, a po spadku do IV ligi nadal gra w tym zespole.

### Kibolski Klub Sportowy Wiara Lecha Poznań
13 lutego 2021 został wypożyczony do KKS Wiara Lecha Poznań z V ligi, umowa do 30 czerwca 2021.

## Sukcesy
Lech Poznań:
- Puchar Polski: 2003/2004

## Polityka
W 2015 kandydował do Sejmu z listy JOW Bezpartyjnych.